# Pidvîsoke, Sneatîn
Pidvîsoke (în ucraineană Підвисоке) este o comună în raionul Sneatîn, regiunea Ivano-Frankivsk, Ucraina, formată numai din satul de reședință.

## Demografie
Componența lingvistică a comunei Pidvîsoke
     Ucraineană (99,96%)
     Alte limbi (0,04%)
Conform recensământului din 2001, majoritatea populației comunei Pidvîsoke era vorbitoare de ucraineană (99,96%), existând în minoritate și vorbitori de alte limbi.